# Semyon Rzhishchin
Semyon Rzhishchin (Troitsk, 15 de febrero de 1933-Dusambé, 27 de diciembre de 1986) fue un atleta soviético, especializado en la prueba de 3000 m obstáculos en la que llegó a ser medallista de bronce olímpico en 1960.

## Carrera deportiva
En los JJ. OO. de Roma 1960 ganó la medalla de bronce en los 3000 m obstáculos, con un tiempo de 8:42.2 segundos, siendo superado por el polaco Zdzisław Krzyszkowiak que con 8:34.2 batió del récord olímpico, y por su compatriota el también soviético Nikolay Sokolov (plata).